# سيدي الحطاب
 سيدي الحطاب (بالإنجليزية: SIDI EL HATTAB)‏ هي جماعة قروية تابعة لإقليم قلعة السراغنة ضمن جهة مراكش تانسيفت الحوز بالمغرب. بلغ مجموع عدد سكان  سيدي الحطاب حسب إحصاءات 2004 حوالي 8191 نسمة يعيشون في 1149أسرة.

## إحصاء عام
| السنة | عدد السكان | عدد الأسر | عدد الأجانب |
| ----- | ---------- | --------- | ----------- |
| 1994  | 7474       | 954       | °°°°        |
| 2004  | 8191       | 1149      | 0           |